# 심마니 (드라마)
《심마니》는 1982년 2월 27일에 방영된 TV문학관이다.

## 출연
- 김순철
- 정영숙
- 윤상미
- 안대선
- 민지환
- 김인문
- 이치우
- 김동완
- 안대용
- 전원주
- 박혜숙
- 김을동
- 홍경자
- 황범식
- 김윤형
- 유병한
- 기정수
- 이영
- 정진
- 공경구
- 이현두
- 정인철
- 최우백
- 김채연
- 이나야